# Phoracantha synonyma
Phoracantha synonyma är en skalbaggsart som beskrevs av Newman 1840. Phoracantha synonyma ingår i släktet Phoracantha och familjen långhorningar. Inga underarter finns listade i Catalogue of Life.